# Miss Bulgarie

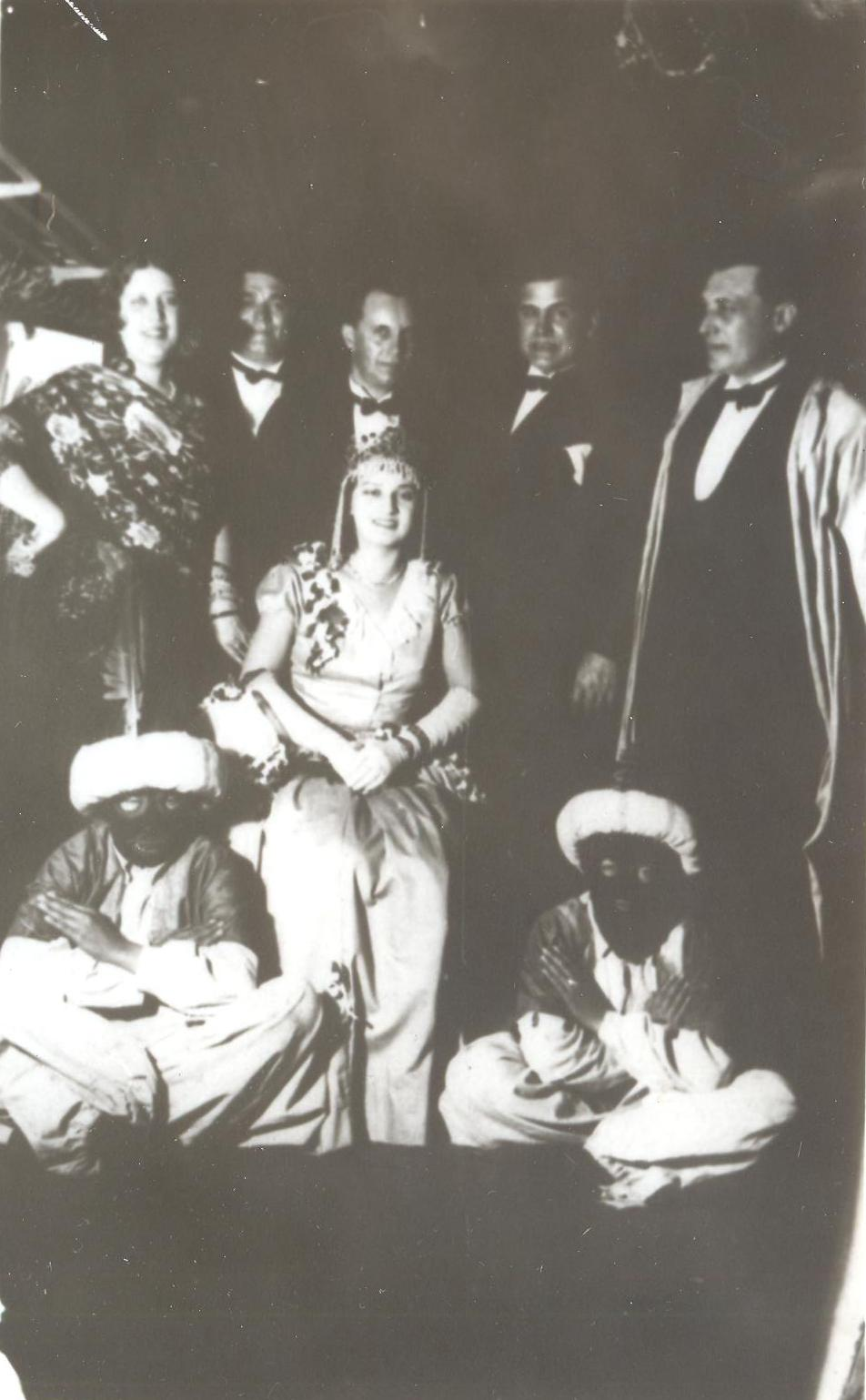
Cérémonie de Miss Bulgarie 1929

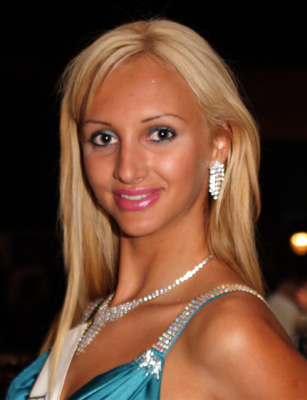
Yuliya Yurevich, Miss Bulgariie 2007, qui représente son pays lors du concours Miss Monde 2008.

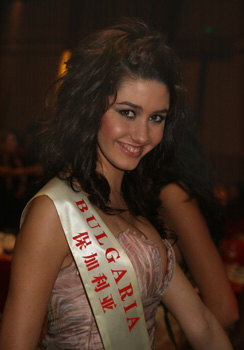
Paolina Racheva, Miss Bulgarie Monde 2007, présente au concours Miss Monde 2007 en Chine

Miss Bulgarie (Мис България, Mis Balgariya) est un concours de beauté national qui se déroule en Bulgarie chaque année. Établi pour la première fois à la fin des années 1920, ce concours a été interrompu durant toute la période communiste, et n'a été rétabli qu'en 1990.
Depuis 1998, les finalistes sont qualifiées pour participer respectivement aux concours de beauté internationaux : Miss Monde pour la gagnante, Miss Univers pour la première dauphine, Miss Europe et Miss Terre pour les autres finalistes.

## Gagnantes

### Avant 1945
| Année | Nom                            |
| ----- | ------------------------------ |
| 1929  | Luba Yotzoff                   |
| 1930  | Counka Tchoutanova [Chobanova] |
| 1931  | ?                              |

### Depuis 1990
| Année | Nom                                | En bulgare           |
| ----- | ---------------------------------- | -------------------- |
| 1990  | Violeta Galabova                   | Виолета Гълъбова     |
| 1991  | Lyubomira Slavcheva                | Любомира Славчева    |
| 1992  | Elena Draganova                    | Елена Драганова      |
| 1993  | Vera Rusinova                      | Вяра Русинова        |
| 1994  | Stela Ognyanova                    | Стела Огнянова       |
| 1995  | Zheni Kalkandzhieva                | Жени Калканджиева    |
| 1996  | Viara Kamenova                     | Вяра Каменова        |
| 1997  | Simona Velichkova                  | Симона Величкова     |
| 1998  | Polina Petkova (MB World)          | Полина Петкова       |
|       | Nataliya Gurkova (MB Universe)     | Наталия Гуркова      |
| 1999  | Violeta Zdravkova (MB World)       | Виолета Здравкова    |
|       | Elena Angelova (MB Universe)       | Елена Ангелова       |
| 2000  | Vanya Peycheva (MB World)          | Ваня Пейчева         |
|       | Magdalina Valchanova (MB Universe) | Магдалина Вълчанова  |
| 2001  | Tanya Karabelova (bg) (MB World)   | Таня Карабелова      |
|       | Ivayla Bakalova (MB Universe)      | Ивайла Бакалова      |
| 2002  | Teodora Burgazlieva                | Теодора Бургазлиева  |
| 2003  | Rayna Naldzhieva (MB World)        | Райна Налджиева      |
|       | Elena Tihomirova (MB Universe)     | Елена Тихомирова     |
|       | Iva Titova (MB Europe)             | Ива Титова           |
|       | Antoaneta Kospartova (MB Earth)    | Антоанета Коспартова |
| 2004  | Gergana Guncheva (MB World)        | Гергана Гунчева      |
|       | Ivelina Petrova (MB Universe)      | Ивелина Петрова      |
|       | Kristina Radneva (MB Europe)       | Кристиана Раднева    |
|       | Kristina Dimitrova (MB Earth)      | Кристиана Димитрова  |
| 2005  | Rositsa Ivanova (MB World)         | Росица Иванова       |
| 2006  | Slavena Vatova (MB World)          | Славена Вътова       |
| 2007  | Yuliya Yurevich (Miss Bulgarie)    | Юлия Юревич          |
| 2007  | Paolina Racheva (MB World)         | Паолина Рачева       |
| 2007  | Gergana Kochanova (MB Universe)    | Гергана Кочанова     |
| 2007  | Karina Karcheva (MB Europe)        | Калина Калчева       |
| 2007  | 2008                               | Non organisé         |
| 2009  | Antonia Petrova (MB World)         | Антония Петрова      |
| 2009  | Elitsa Lubenova (MB Universe)      | Елица Любенова       |
| 2010  | Romina Andonova                    | Ромина Андонова      |
| 2011  | Vanya Peneva                       | Ваня Пенева          |
| 2012  | Gabriela Vasileva                  | Габриела Василева    |
| 2013  | Nansi Karaboycheva                 | Нанси Карабойчева    |
| 2014  | Simona Evgenieva                   | Симона Евгениева     |
| 2015  | Marina Voykova                     | Марина Войкова       |